# Ironman 70.3
Con il termine Ironman 70.3, o Half Ironman (in italiano mezzo Ironman), si intende una disciplina sportiva ad alto contenuto fisico.

## La disciplina

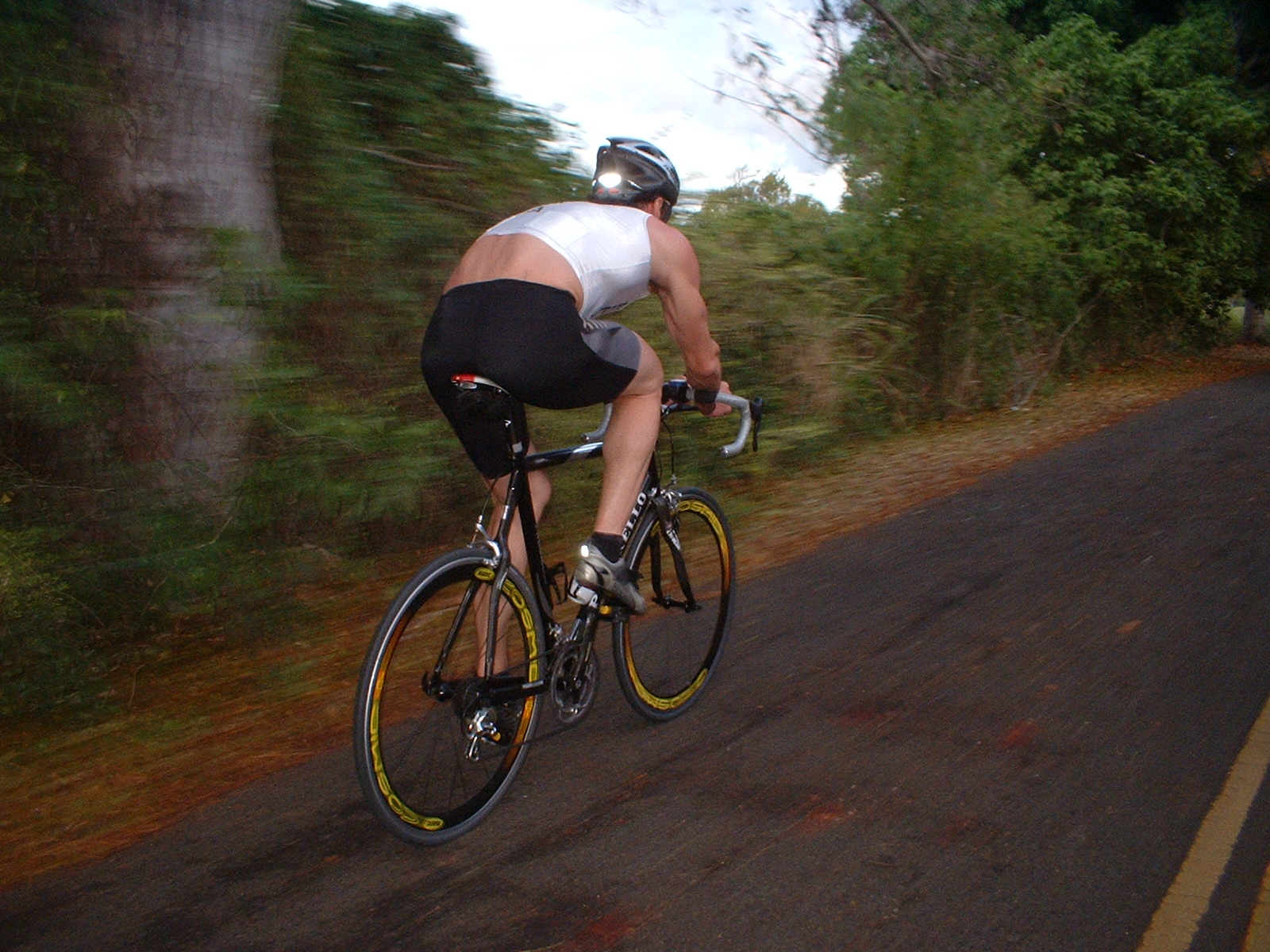
Ironman 70.3 Saint Croix

Tale disciplina è una variante del triathlon (nuoto, bici e corsa) con distanze più lunghe rispetto al triathlon classico o olimpico, che sono la metà rispetto all'Ironman.
Difatti le tre frazioni sono così divise:
- 1,9 km di nuoto (1,2 miglia)
- 90 km in bicicletta (56 miglia)
- 21,097 km di corsa, mezza maratona (13,1 miglia)

La definizione di Ironman 70.3 è il risultato dalla somma delle tre distanze in miglia terrestri (1,2 + 56 + 13,1 = 70.3).

## Campionati del mondo Ironman 70.3
Dal 2006 una gara annuale dei Campionati del mondo Ironman 70.3 si tiene a Clearwater, negli Stati Uniti, durante il mese di novembre. Dal 2019 l'edizione italiana dell'Ironman 70.3 si svolge nella città di Cervia, sul mare Adriatico, scelta per le caratteristiche del territorio, per la possibilità di costruire una competizione che parta dal mare, prosegua verso i monti e termini nel centro della città. Nel 2025 la tappa Italiana si svolge a Jesolo nel primo week-end di maggio.